# 佐竹明咲美
佐竹 明咲美（さたけ あさみ、1991年4月29日 - ）は、日本のフリーアナウンサー。元テレビせとうちのアナウンサー。香川県善通寺市出身。

## 人物
善通寺市立西部小学校→善通寺市立西中学校を経て、高松第一高等学校音楽科から東京音楽大学ピアノ演奏家コース卒業。
自身の母親がピアノ教室の指導者だったこともあり、3歳でピアノを始める。香川県のコンクール大会である『香川ジュニア音楽コンクール』では、小学校4年次及び高松一高3年次の二度、ピアノ部門で金賞を受賞している。
高松一高時代にピアニストで東京音楽大学教授を務める石井克典の知遇を得たこともあり、東京音楽大学に入学して石井の門下に入り、技量を磨く日々を送る。
しかし大学3年次になって『自分の技量はプロの演奏家のレベルには遠い』と痛感、幼少時からのもうひとつの憧れの道であったアナウンサーになるべく方向転換を決意。恩師の石井からも『今までやってきたことは生かせる』と激励されたこともあり、学業とアナウンス学校を両立させながら奮闘する日々を送った。
2014年、地元善通寺市の成人式に演奏家として招かれ、ピアノ演奏を披露している。また中学校・高等学校音楽教師の教員免許を取得している。
2015年4月、アナウンサーとしてテレビせとうちへ入社。
2019年1月に放送された『YOUは何しに日本へ?』にリポーター兼ディレクターとして出演し、全国ネットに登場した。
2019年10月、テレビせとうちを退社。
結婚を経てジョイスタッフに在籍。

## 現在の担当番組
- LOVEかわさき（2022年4月 - 、tvk）- プレゼンター
- 日経モーニングプラスFT（2022年8月 - 、BSテレ東）- サブキャスター（木曜日担当）
- QVC（2022年12月) - ナビゲーター

## 過去の担当番組
- TSCnews5 - キャスター
- 深夜バラエティロケットぱぁんちレギュラー
- YOUは何しに日本へ? 「新年あけおめ“怒涛のコラボ祭り”」（2019年1月1日）
- みらいリンリン☆おかやま